# Anemia pinnata
Anemia pinnata är en ormbunkeart som beskrevs av Sehnem. Anemia pinnata ingår i släktet Anemia och familjen Anemiaceae. Inga underarter finns listade.